# Ulvsund

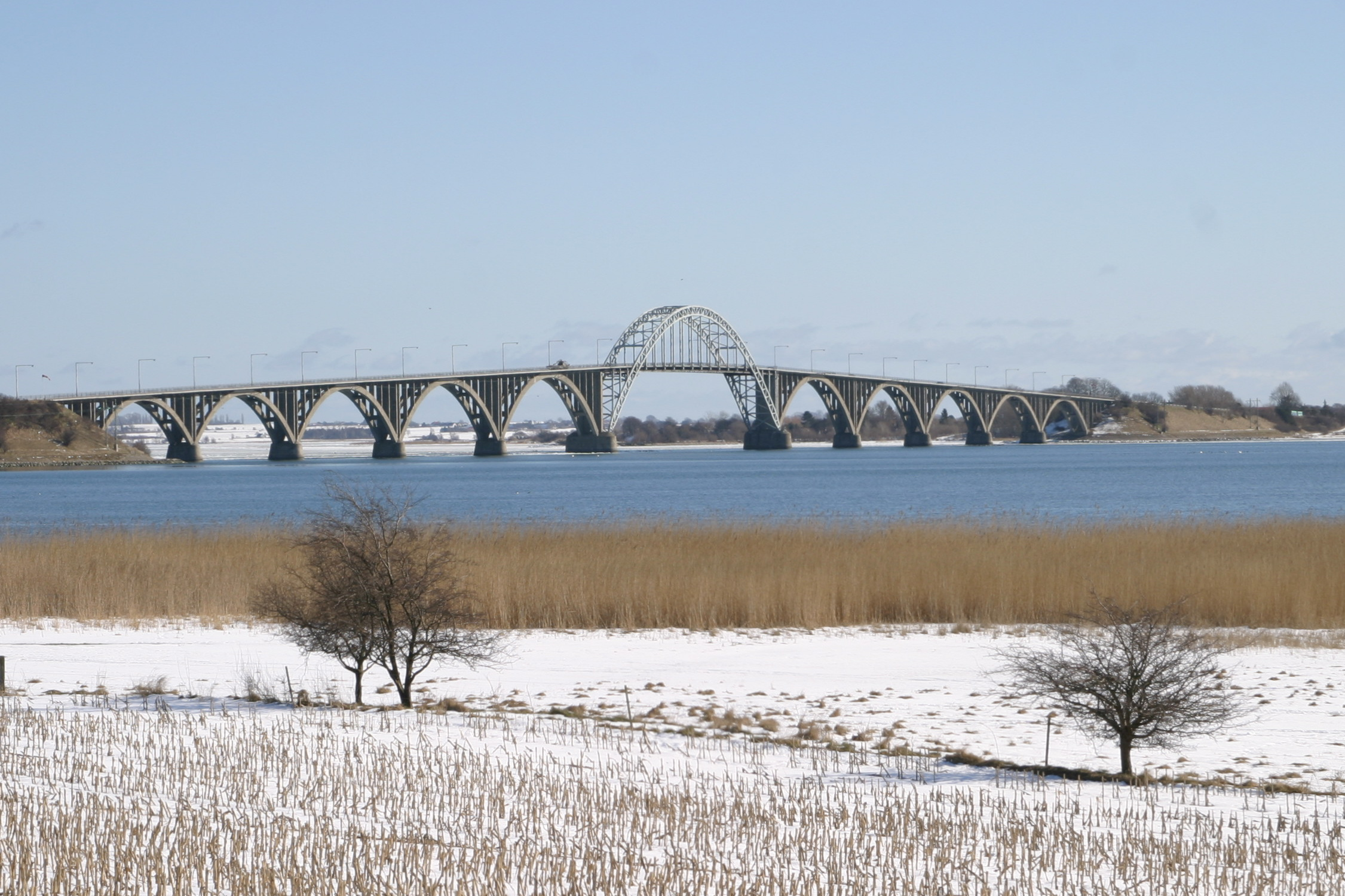
Ulvsund-Brücke

Der Ulvsund (dän. für „Wolfs-Sund“) ist eine ca. 10 km lange und bis zu 18 Meter tiefe Meerenge zwischen den dänischen Inseln Sjælland und Møn. Westlich geht er in den Kalvestrøm über, östlich öffnet sich der Ulvsund in die Steger Bucht. Dort überquert die Dronning Alexandrines Bro (dt.: Königin-Alexandrine-Brücke) den Ulvsund zwischen Kalvehave auf Sjælland und Koster auf Møn.
Im Ulvsund liegen die Inseln Langø und Tærø.